# Cephaloscyllium stevensi
Cephaloscyllium stevensi  (лат.) — малоизученный вид рода головастых акул, семейство кошачьих акул (Scyliorhinidae).

## Ареал
Cephaloscyllium stevensi обитает в западной частиТихого океана у берегов Папуа Новая Гвинея на глубине 240—274 м.

## Описание
Максимальная длина 60 см. Отличается характерным окрасом: спина серо-коричневого цвета, брюхо беловатое. Тело и голову покрывают коричневые и беловатые пятна разного размера, на спине и голове имеются 6 крупных тёмных отметин седловидной формы, а на хвостовом плавнике — 3 отметины. Первые четыре дорсальных отметины по бокам соединяются с вентральными отметинами. Края отметин покрывают различимые белые крапинки.